# 윤성로
윤성로는 서울대학교 공과대학 교수이다. 4차산업혁명위원회 위원장을 역임하였다.

## 논란

### 외교 결례 논란
4차산업혁명 행사 날 탕펑의 초청을 취소해 논란이 되었다.

### 표절 논란
윤성로 교수가 교신저자를 맡은 논문이 2022년 컴퓨터 비전 및 패턴 인식 컨퍼런스(CVPR)에서 표절이 발각되었으며 논문은 철회되었다.